# Montastruc-Savès
Montastruc-Savès település Franciaországban, Haute-Garonne megyében. Lakosainak száma 63 fő (2022. január 1.). Montastruc-Savès Montpezat, Lautignac, Pouy-de-Touges, Saint-Araille és Sajas községekkel határos.

## Népesség
A település népességének változása:
| Lakosok száma | 74   | 70   | 70   | 75   | 66   | 75   | 77   | 70   | 66   | 63   |
|               | 1968 | 1982 | 1990 | 2006 | 2013 | 2015 | 2017 | 2019 | 2020 | 2022 |